# 義州 (広西)
義州（ぎしゅう）は、中国にかつて存在した州。唐代から北宋にかけて、現在の広西チワン族自治区岑渓市一帯に設置された。

## 概要
622年（武徳5年）、唐により隋の永熙郡永業県の地に南義州が立てられ、4県を管轄した。627年（貞観元年）、南義州は廃止され、その属県は南建州に編入された。628年（貞観2年）、義州が置かれた。631年（貞観5年）、義州は廃止された。632年（貞観6年）、再び義州が置かれた。742年（天宝元年）、義州は連城郡と改称された。758年（乾元元年）、連城郡は義州の称にもどされた。義州は嶺南道に属し、岑渓・永業・連城の3県を管轄した。
971年（開宝4年）、北宋により義州は南義州と改められた。972年（開宝5年）、南義州は廃止され、その属県3県は竇州に転属した。973年（開宝6年）、再び南義州が置かれた。連城県と永業県が廃止され、岑渓県に併合された。977年（太平興国2年）、南義州は南儀州と改称された。1071年（熙寧4年）、南儀州は廃止され、その属県の岑渓県は藤州に転属した。